# Phantom BC
Phantom Basketball Club, também conhecido como Phantom BC, é um time profissional de basquete 3x3 norte-americano. É membro da liga de basquete Unrivaled e fez sua estreia em janeiro de 2025. O time tem sede em Miami, Flórida, e é liderado pelo treinador Adam Harrington.

## História
Em 24 de outubro de 2024, a liga de basquete Unrivaled anunciou os nomes e logotipos das seis equipes que se juntarão à liga: Laces BC, Lunar Owls BC, Mist BC, Phantom BC, Rose BC e Vinyl BC. Phantom BC, assim como as outras cinco equipes, terá sede em Miami, Flórida, para a temporada inaugural de 2025. Alex Bazzell, presidente da Unrivaled, confirmou que a liga é proprietária das seis equipes. Os seis treinadores principais inaugurais foram contratados posteriormente, em 15 de dezembro.

### Temporada de 2025
Em 3 de março, Brittney Griner registrou a primeira enterrada na história da Unrivaled no jogo do Phantom contra o Lunar Owls BC.

## Jogadoras
Em 20 de novembro de 2024, os seis treinadores principais colaboraram para equilibrar e escolher as escalações das seis equipes. Após o programa de seleção, o elenco do Laces BC definiu Marina Mabrey, Satou Sabally, Natasha Cloud, Brittney Griner, Katie Lou Samuelson e Sabrina Ionescu como suas jogadoras.
| Jogadoras     | Jogadoras     | Jogadoras     | Jogadoras       | Jogadoras           | Jogadoras       |
| ------------- | ------------- | ------------- | --------------- | ------------------- | --------------- |
| Marina Mabrey | Satou Sabally | Natasha Cloud | Brittney Griner | Katie Lou Samuelson | Sabrina Ionescu |

### Reservas
Nos treinos pré-temporada, Marina Mabrey sofreu uma lesão na panturrilha direita que exigiu um repouso de pelo menos duas semanas. Diante disso, o Phantom contratou Natisha Hiedeman como reserva em 17 de janeiro. Hiedeman foi transferida para o Laces BC em 27 de janeiro. Ela voltou ao Phantom em 3 de março devido à saída de Sabrina Ionescu da liga, que tinha uma turnê asiática previamente planejada pela Nike.